# Comuna 10 (Ciudad de Buenos Aires)
La Comuna 10 es una de las 15 unidades administrativas en las que está dividida la Ciudad Autónoma de Buenos Aires. Está integrada por los barrios de Floresta, Monte Castro, Vélez Sársfield, Versalles, Villa Luro y Villa Real. Está ubicada en el oeste de la Ciudad y tiene una superficie de 12,7 km². Su población total según el censo de 2010 es de 166 022 habitantes, de la cual 76 972 son hombres, el 46,4% y 89 050 son mujeres, las que representan el 53,6% del total de la comuna. El censo de 2001 registraba 163 209 habitantes, lo que representa un incremento del 1,7% en los últimos nueve años.

## Historia

### SiglosXVIIIyXIX
Por la zona pasaba el Camino Real, luego convertido en la Avenida Rivadavia. Al noroeste de la zona se encontraban las tierras de Pedro Fernández de Castro, de cuyo apellido tomará el nombre el barrio de Monte Castro, adquiridas en 1703. Allí se alojaría en 1806 el Virrey Sobremonte, camino hacia Córdoba al producirse las invasiones inglesas. Luego dichas tierras pasarían a manos de Juan Pedro Córdova. En 1810 Francisco Ortiz de Ocampo y Antonio González Balcarce impartieron instrucción al primer ejército patrio que partiría en campaña hacia el interior del país. A partir de 1806, toda la zona pasó a formar parte del curato de San José de Flores, luego devenido en partido.
El 29 de agosto de 1857 se inauguró el primer ferrocarril argentino, que tuvo como punto final de su recorrido a la estación La Floresta, que luego daría origen al barrio de Floresta. Esto trajo un aumento significativo de la población. El ferrocarril se fue expandiendo y en 1895 habilitaría dos ramales que, partiendo de su línea troncal, llegarían hasta la luego conocida como estación Ingeniero Brian, a orillas del Riachuelo. 
En 1887 los territorios de la actual comuna pasaron a ser parte de la Capital Federal al adquirir esta los partidos de Belgrano y San José de Flores.
En la última década del siglo XIX, el Doctor Pedro Olegario Luro, hijo de Pedro Luro, adquirió las tierras de una chacra perteneciente a la familia Olivera conocida como Nuestra Señora de los Remedios, que se ubicaban entre La floresta y Liniers y, en 1911, con la habilitación de un paradero del tren, comenzaría a promocionarlas como Villa Luro, dando nacimiento al barrio.

### sigloXX
En 1908 la Compañía de Tierras del Oeste compró a don Jorge Eduardo Rodríguez Visillac una fracción de tierras, por las que pasaría un ramal del Ferrocarril del Oeste. Instalada una estación en esas tierras, don José Guerrico, que acababa de visitar en Francia el famoso palacio, propuso que se denominara Versalles a la flamante estación, comenzando luego los loteos, lo que daría origen al barrio homónimo.
El 26 de enero de 1910, debido al aumento de la población en la zona, la Municipalidad creó la Subintendencia de Vélez Sársfield, cuyo nombre dará lugar al barrio homónimo, como una subdivisión del de Floresta. Cabe destacar que la subintendencia tenía un territorio mucho mayor que el actual barrio.Vélez Sársfield. Gobierno de la Ciudad de Buenos Aires.</ref>
En 1911 el Ferrocarril del Oeste puso en funcionamiento el ramal a Versalles y el Ferrocarril Pacífico, otro desde la estación Sáenz Peña, desde sus redes troncales, a Villa Luro. Esto convertiría a la estación Villa Luro en un nudo ferroviario donde pasaban trenes hacia 5 direcciones, Once, Liniers, Versalles, Sáenz Peña e Ingeniero Brian. El ramal a Versalles estuvo operativo hasta 1938 y pasaba por Villa Real, barrio que se fundó en 1909 a partir de la llegada del ferrocarril.
A mediados de 1911, la línea tranviaria eléctrica prolongaría su recorrido hasta Liniers. Esto, sumado a las obras de rectificación del arroyo Maldonado permitieron un avance de la urbanización, que inició la desaparición de tambos, hornos de ladrillos, como así también, quintas de hortalizas, aunque estas últimas subsistieran hasta avanzada la década del 50 del siglo XX.

### Creación de la Comuna
Las comunas nacen con la Ley N° 1.777, llamada "Ley Orgánica de Comunas" sancionada por la Legislatura de la Ciudad Autónoma de Buenos Aires el 01/09/2005, promulgada por Decreto N° 1.518 del 04/10/2005 y publicada en el BOCBA N° 2292 del 07/10/2005.
Según la reforma del 22/08/1994, la Constitución de la Nación Argentina, en su Artículo 129 establece que: "La ciudad de Buenos Aires tendrá un régimen de gobierno autónomo, con facultades propias de legislación y jurisdicción, y su jefe de gobierno será elegido directamente por el pueblo de la ciudad. Una ley garantizará los intereses del Estado nacional, mientras la ciudad de Buenos Aires sea capital de la Nación. En el marco de lo dispuesto en este artículo, el Congreso de la Nación convocará a los habitantes de la ciudad de Buenos Aires para que, mediante los representantes que elijan a ese efecto, dicten el estatuto organizativo de sus instituciones".
El nuevo mapa político-administrativo de la Ciudad de Buenos Aires, culmina con la promulgación de la Constitución de la Ciudad de Buenos Aires el 01/10/1996. Ahora, los ciudadanos de la Capital Federal, tienen la posibilidad de elegir a su Jefe de Gobierno a través del voto directo (antes era elegido por el presidente de la Nación). La Legislatura de la Ciudad de Buenos Aires reemplaza al anterior Concejo Deliberante.
La gestión descentralizada de administración porteña estaba manejada por los C.G.P. (Centros de Gestión y Participación) hoy llamados Comunas. El pasado 10/07/2011 los ciudadanos porteños votaron por primera vez a los Miembros de la Junta Comunal, que son 7 e integrarán un Órgano Colegiado que ejercerán el cargo durante 4 años, sin posibilidad de reelección sino con el intervalo de 4 años, o sea que la Junta Comunal se renovará en su totalidad cada 4 años.

## Demografía
| Población Histórica de la COMUNA 10 de la Ciudad Autónoma de Buenos Aires | Población Histórica de la COMUNA 10 de la Ciudad Autónoma de Buenos Aires | Población Histórica de la COMUNA 10 de la Ciudad Autónoma de Buenos Aires | Población Histórica de la COMUNA 10 de la Ciudad Autónoma de Buenos Aires |
| Año                                                                       | Habitantes                                                                | Censo de Población                                                        | Refer.                                                                    |
| ------------------------------------------------------------------------- | ------------------------------------------------------------------------- | ------------------------------------------------------------------------- | ------------------------------------------------------------------------- |
| 1991                                                                      | 167 671                                                                   | Censo argentino de 1991                                                   | [ 13 ]                                                                    |
| 2001                                                                      | 163 209                                                                   | Censo argentino de 2001                                                   | [ 13 ]                                                                    |
| 2010                                                                      | 166 022                                                                   | Censo argentino de 2010                                                   | [ 13 ]                                                                    |
| 2022                                                                      | 171 797                                                                   | Censo argentino de 2022                                                   | [ 2 ]                                                                     |

| Población Histórica de los BARRIOS de la COMUNA 10 de la Ciudad Autónoma de Buenos Aires (CABA) | Población Histórica de los BARRIOS de la COMUNA 10 de la Ciudad Autónoma de Buenos Aires (CABA) | Población Histórica de los BARRIOS de la COMUNA 10 de la Ciudad Autónoma de Buenos Aires (CABA) | Población Histórica de los BARRIOS de la COMUNA 10 de la Ciudad Autónoma de Buenos Aires (CABA) | Población Histórica de los BARRIOS de la COMUNA 10 de la Ciudad Autónoma de Buenos Aires (CABA) | Población Histórica de los BARRIOS de la COMUNA 10 de la Ciudad Autónoma de Buenos Aires (CABA) |
| Puesto                                                                                          | Barrio                                                                                          | Censo 1991                                                                                      | Censo 2001                                                                                      | Censo 2010                                                                                      | Censo 2022                                                                                      |
| ----------------------------------------------------------------------------------------------- | ----------------------------------------------------------------------------------------------- | ----------------------------------------------------------------------------------------------- | ----------------------------------------------------------------------------------------------- | ----------------------------------------------------------------------------------------------- | ----------------------------------------------------------------------------------------------- |
| 1°                                                                                              | Floresta                                                                                        | 39 273                                                                                          | 37 247                                                                                          | 37 575                                                                                          | Sin cambios                                                                                     |
| 2°                                                                                              | Vélez Sársfield                                                                                 | 36 056                                                                                          | 34 084                                                                                          | 35 081                                                                                          | Sin cambios                                                                                     |
| 3°                                                                                              | Monte Castro                                                                                    | 33 129                                                                                          | 32 782                                                                                          | 33 623                                                                                          | Sin cambios                                                                                     |
| 4°                                                                                              | Villa Luro                                                                                      | 30 753                                                                                          | 31 859                                                                                          | 32 502                                                                                          | Sin cambios                                                                                     |
| 5°                                                                                              | Versalles                                                                                       | 14 211                                                                                          | 13 556                                                                                          | 13 822                                                                                          | Sin cambios                                                                                     |
| 6°                                                                                              | Villa Real                                                                                      | 14 249                                                                                          | 13 681                                                                                          | 13 419                                                                                          | Sin cambios                                                                                     |
| TOTAL                                                                                           | COMUNA 10                                                                                       | 167 671                                                                                         | 163 209                                                                                         | 166 022                                                                                         | 171 797                                                                                         |

## Junta comunal

### Composición 2023-2027
| Comuneros | Comuneros | Comuneros                | Alianza | Alianza              |
| --------- | --------- | ------------------------ | ------- | -------------------- |
|           | UCR       | Juan Manuel Oro          |         | Juntos por el Cambio |
|           | UCR       | Karina Elsa Ammannato    |         | Juntos por el Cambio |
|           | PRO       | Gustavo Claudio Licastro |         | Juntos por el Cambio |
|           | PRO       | Sandra Martha Chaar      |         | Juntos por el Cambio |
|           | PJ        | Daniela Romero           |         | Unión por la Patria  |
|           | PJ        | Ramiro Javier Triay      |         | Unión por la Patria  |
|           | MID       | Miguel Ángel Arancio     |         | La Libertad Avanza   |

### Presidentes de la Junta Comunal
| N.º | Presidente               | Partido | Partido               | Alianza               | Período                                           |
| --- | ------------------------ | ------- | --------------------- | --------------------- | ------------------------------------------------- |
| 1   | Agustín Marcos Ferrari   |         | Propuesta Republicana | Propuesta Republicana | 10 de diciembre de 2011 - 10 de diciembre de 2015 |
| 2   | Daniel Adrián D'Ippolito |         | Propuesta Republicana | Unión PRO             | 10 de diciembre de 2015 - 10 de diciembre de 2019 |
| 3   | Mauro Pedone Balegno     |         | Unión Cívica Radical  | Juntos por el Cambio  | 10 de diciembre de 2019 - 10 de diciembre de 2023 |
| 4   | Juan Manuel Oro          |         | Unión Cívica Radical  | Juntos por el Cambio  | 10 de diciembre de 2023 - En el cargo             |